# Couronne de Frédéric Ier de Prusse
Suivant 

La couronne de Frédéric Ier est une couronne royale prussienne, fabriquée à l'occasion du couronnement de Frédéric Ier à Königsberg en 1701. Cette couronne sera le symbole de la monarchie prussienne jusqu'en 1889 et la création de la couronne de Guillaume II.

## Histoire
Par union personnelle, la maison de Hohenzollern règne sur les territoires de Brandebourg-Prusse à la fois comme duc de Prusse et comme électeur de Brandebourg. À la fois margrave, duc et prince-électeur, le duc Frédéric III de Prusse cherche à obtenir le titre de roi, mais les règles du Saint-Empire (auquel la majorité de ses possessions appartiennent) empêchent l'existence d'autres royaume que celui de Bohême.
L'électeur Frédéric va alors fonder son argumentation sur le fait que le duché de Prusse n'appartient pas au Saint-Empire, et qu'il est libre de tout hommage vassalique. Finalement, en contrepartie de son aide contre Louis XIV dans la guerre de Succession d'Espagne et par le traité de la Couronne, l'empereur Léopold Ier lui permet de porter le titre de roi en Prusse (ce titre étrange indiquait que Frédéric n'était roi qu'à titre personnel et non que la Prusse devenait un royaume, mais ces subtilités disparurent sous son petit-fils)

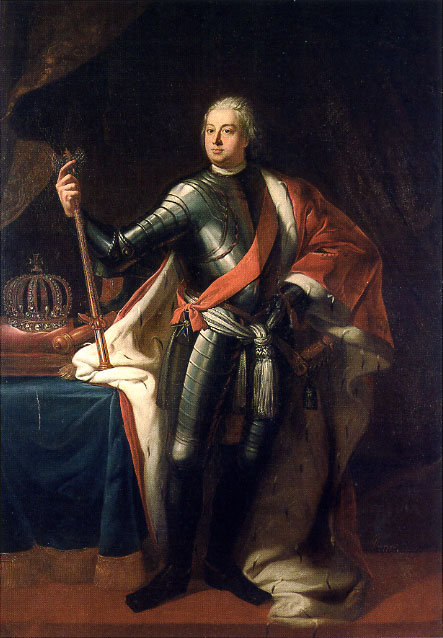
Portrait de Frédéric-Guillaume Ier (roi en Prusse), par Samuel Theodor Gericke (1713). La couronne de Frédéric Ier est bien visible à gauche

Pour le 18 janvier 1701, Frédéric décide d'organiser une cérémonie de couronnement pour sa femme Sophie-Charlotte et pour lui-même au château de Königsberg, capitale du duché de Prusse que certains considéreront comme pompeuse et dispendieuse. Il commande donc plusieurs objets dont les pierres seront fournies par le joailler de la cour Jost Liebmann : une couronne royale, une couronne de reine consort, une couronne pour le prince héritier, un sceptre, une orbe, un sceau ainsi qu'une épée. La couronne royale servira ansi pour les couronnements de Frédéric-Guillaume Ier et de Frédéric II).
Désirant illustrer la splendeur de sa dignité, Frédéric Ier commande une couronne richement décorée de 153 diamants, 28 brillants, 83 perles et de 8 précieuses perles en forme de poire, le tout serti dans une structure en or massif. Mais 40 ans après sa création, toutes les pierres précieuses seront retirées de la couronne par Frédéric II pour permettre de les protéger, mais aussi de les utiliser ailleurs au besoin. La couronne de prince héritier, qui comportait 110 diamants, 8 brillants, 83 perles rondes et 8 perles en forme de poire, a été détruite en 1737 par le roi Frédéric-Guillaume Ier à la suite d'une colère soudaine. Depuis le 18 janvier 1995, les deux structures de couronnes, sans bijoux, sont aujourd'hui visibles au château de Charlottenbourg. parmi les autres joyaux de la Couronne de Prusse.
En 1861, à l'occasion de son couronnement en tant que roi de Prusse, le futur empereur Guillaume Ier fit réaliser des répliques des couronnes royales en tôle d'argent (pour éviter qu'elles ne soient trop lourdes) sur base des gravures et peintures les représentant dans leurs aspects originaux (avant la disparition des joyaux). Des répliques sont par ailleurs toujours vendues aujourd'hui comme souvenir pour les collectionneurs.

## Description
En 1712, l'écrivain et maître de cérémonie prussien Johann von Besser (1654-1729) décrit la couronne dans son "Histoire du couronnement prussien" :
« Die Krone war gleich dem Zepter von purem Golde aber nicht wie gewöhnlich mit Laub; sondern von lauter dicht aneinander gefügten Diamanten : Die auf den geschlossenen Bügeln und dem gantzen Umbkreise wie aus einem Stück zusammen gegossen und nicht anders dann durch den Unterscheid ihrer Größe getheilet zu seyn schienen; da einige zu achtzig, neuntzig und hundert Grain ja einige Brillanten gar zu hundert und dreyßig an Gewicht hielten und folgends auch mit unterschiedenem Feuer in das Gesichte fielen. »
« La couronne était comme le sceptre en or massif, et non comme d'habitude, en feuille d'or; tous les diamants attachés les uns aux autres sur toute la circonférence de la structure, comme s'ils étaient moulés d'une seule pièce, se différenciaient par la taille : quelques-uns étaient de 80, 90 ou 100 grains, mais certains diamants en faisaient 130 pris en poids, et tombaient ensuite sur la face avant avec différents éclats. »

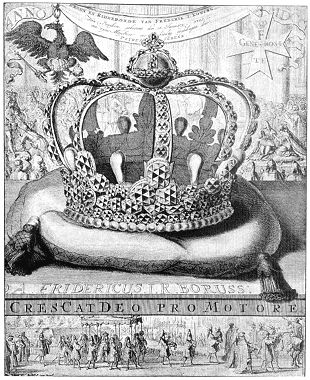
Gravure sur cuivre de la couronne de Frédéric Ier, par Pieter Schenk (1703)

La couronne consiste en une structure en or massif, constituée d'une base et de huit arches. La base semble avoir été initialement recouverte de diamants et d'un rang de perles. Des décorations en forme de feuilles de vigne, serties de diamants, ornent la base des arches tandis que de petits pics rehaussés de perles en forme de poire permettent une alternance dans le décor. Au sommet, dans le creux créé par les arches, une orbe émaillée de bleu et recouverte de bandes d'or porte une croix pattée.